# Alejandro Claveaux
Alejandro Claveaux Martinez (Goiânia, 1 de março de 1983) é um ator brasileiro. 

## Biografia
Nascido em Goiânia e filho de pais uruguaios e bisneto de franceses e espanhóis; é formado em engenharia de alimentos, chegando a trabalhar no ramo por cerca de três anos, decidindo ser ator, após ter feito um curso de artes cênicas na faculdade, que o fez trocar sua cidade natal, para morar no Rio de Janeiro.
Em 2007 iniciou a carreira na telenovela Luz do Sol, interpretando o rebelde Guto, membro da gangue de Gabi. No mesmo ano fez uma participação especial em Mandrake no mesmo ano. Em 2010 ganhou destaque na série Clandestinos: O Sonho Começou, em que interpretou o ex-modelo Alejandro, uma vez que os personagens da série tinham o mesmo nome dos atores. Em 2011, fez uma participação em Insensato Coração como Paulo, namorado de um cantor homossexual. No mesmo ano, entra para o elenco da décima nona temporada da série juvenil Malhação, onde interpreta o vilão Moisés. Entre 2012 e 2013, fez participações em séries da Rede Globo, até que em 2014 integra o elenco da série policial O Caçador, onde interpreta um delegado em conflito com o irmão, pois ambos disputam a mesma mulher.  Após o fim de O Caçador, faz uma participação nos primeiros capítulos de Império, como Josué; e é escalado para interpretar o vilão cômico César em Alto Astral. Em 2016, viveu o galã homossexual Rodolfo na supersérie Nada Será Como Antes. Em 2017, interpretou o policial Nicolau na novela das 9 O Outro Lado do Paraíso.

## Vida pessoal
Em agosto de 2022, revelou estar em um relacionamento com o jornalista Rafael Barcellos.

## Filmografia

### Televisão
| Ano     | Título                         | Papel                | Nota                                |
| ------- | ------------------------------ | -------------------- | ----------------------------------- |
| 2007    | Luz do Sol                     | Gustavo Meira (Guto) |                                     |
| 2007    | Mandrake                       | Rodrigo              | Episódio: "Alma"                    |
| 2010    | Clandestinos: o Sonho Começou  | Alejandro            |                                     |
| 2010    | Open Bar                       | Heitor               |                                     |
| 2011    | Insensato Coração              | Paulo                | Epispódio: "26 de fevereiro"        |
| 2011    | Malhação Conectados            | Moisés Coelho        |                                     |
| 2012    | Como Aproveitar o Fim do Mundo | Leandro              | Episódio: "Acertando as Contas"     |
| 2013    | Louco por Elas                 | Javier               | Episódio: "Theodora se Apaixona"    |
| 2013    | O Dentista Mascarado           | Maxuel               | Episódio: "13 de junho"             |
| 2013    | Pé na Cova                     | Pablo                | Episódio: "À Deriva"                |
| 2013    | Sangue Bom                     | Manolo               | Episódio: "21–23 de outubro"        |
| 2014    | O Caçador                      | Alexandre Câmara     |                                     |
| 2014    | Império                        | Josué (jovem)        | Episódio: "21 de julho"             |
| 2014    | Alto Astral                    | César Santana        |                                     |
| 2015    | Não Se Apega, Não              | Rapaz na praia       | Episódio: "8 de novembro"           |
| 2016    | Chapa Quente                   | Fred                 | Episódio: "7 de julho"              |
| 2016    | De Perto Ninguém é Normal      | Nando                |                                     |
| 2016    | Nada Será Como Antes           | Rodolfo do Vale      |                                     |
| 2017    | A Força do Querer              | Vitor                | Episódios: "13–24 de abril"         |
| 2017    | Segredos de Justiça            | Pedro                | Episódio: "Quem Cuida Dele?"        |
| 2017    | O Outro Lado do Paraíso        | Nicolau              |                                     |
| 2017–19 | A Vida Secreta dos Casais      | Vicente              |                                     |
| 2018    | Pais de Primeira               | Driguêra             |                                     |
| 2019    | Amor de Mãe                    | Tales Paiva          |                                     |
| 2020    | Coisa Mais Linda               | Wagner Pessanha      | Temporada 2                         |
| 2022    | Cara e Coragem                 | Samuel Rezende Silva | Episódios: "31 de maio–28 de junho" |
| 2022    | Maldivas                       | Cap. Rafael Soares   |                                     |
| 2022–25 | Rensga Hits!                   | Deivid Cafajeste     |                                     |
| 2024    | Desejos S.A.                   | Josué Camargo        |                                     |
| 2024    | No Rancho Fundo                | Jordão Nicacio       |                                     |
| 2025    | Falas de Orgulho               | Carlos               | Especial do Orgulho                 |

### Cinema
| Ano  | Título                                          | Personagem    | Nota           |
| ---- | ----------------------------------------------- | ------------- | -------------- |
| 2005 | Esse Menino é Meu Avô                           |               | Curta-metragem |
| 2013 | Meu Passado Me Condena                          | Beto Assunção |                |
| 2014 | O Táxi de Escher                                | Carlos        | Curta-metragem |
| 2014 | Os Homens São de Marte... E É Pra Lá que Eu Vou | Lourençinho   |                |
| 2015 | Cartas de Amor São Ridículas                    | Cassiano      |                |
| 2016 | Muitos Homens Num Só                            | Geraldo       |                |
| 2018 | Uma Quase Dupla                                 | Augusto       |                |
| 2023 | Sexo, Poder e Arte                              | Cadu          |                |

### Videoclipes
| Ano  | Música          | Artista(s)            |
| ---- | --------------- | --------------------- |
| 2008 | "Você é o Cara" | Kelly Key             |
| 2018 | "Um Sinal"      | Ivete Sangalo e Melim |

## Teatro
| Ano  | Peça                 | Personagem |
| ---- | -------------------- | ---------- |
| 2016 | Gota D’Água [a seco] | Jasão      |

## Discografia

### Trilha Sonora
| Ano  | Título                 | Outro(s) artista(s) | Álbum                               | Videoclipe |
| ---- | ---------------------- | ------------------- | ----------------------------------- | ---------- |
| 2022 | "Coragem"              | Alice Wegmann       | Rensga Hits! Trilha Sonora Original | —          |
| 2022 | "Doideira Na Banheira" | —                   | Rensga Hits! Trilha Sonora Original | —          |
| 2022 | "Tempo Esgotado"       | —                   | Rensga Hits! Trilha Sonora Original | —          |

## Prêmios e indicações
| Ano  | Premiação             | Categoria                       | Indicação           | Resultado |
| ---- | --------------------- | ------------------------------- | ------------------- | --------- |
| 2012 | Prêmio Contigo! de TV | Melhor Ator Coadjuvante         | Malhação Conectados | Indicado  |
| 2014 | Prêmio Contigo! de TV | Melhor Ator de Série/Minissérie | O Caçador           | Indicado  |
| 2022 | Poc Awards            | Ator                            | Rensga Hits!        | Indicado  |
| 2025 | Septimius Awards      | Melhor Ator da América          | Ruas da Glória      | Pendente  |